# Germánská mytologie

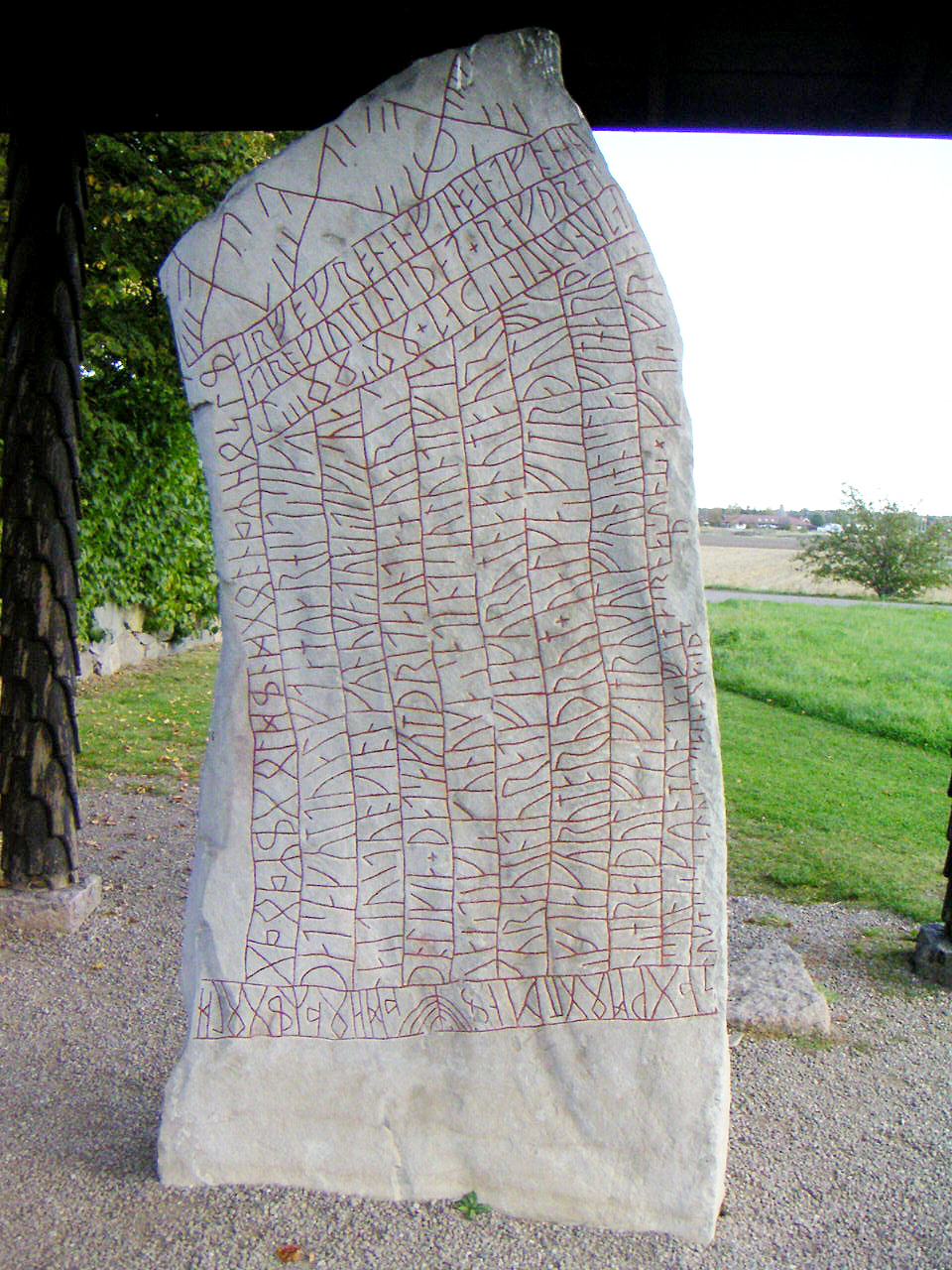
Runový kámen pocházející ze švédského Röku v Östergötlandu. Jeho původ je datován do 9. století a odkazuje nejen na ztracené germánské legendy z období stěhování národů, ale i na příběhy ze severské mytologie

Germánská mytologie je bájesloví germánských kmenů, které lze charakterizovat jako patriarchální polyteismus s archaickými prvky totemismu, uctíváním přírodních jevů a s magickými obřady vycházejícími z animistických představ. S postupující společenskou diferenciací se jeho ústředním motivem stalo líčení vzniku a zániku světa, bojů bohů s obry a osudů dvou božských rodů – ásů a vanů. Původně měly mytologické představy jednotlivých kmenů některé společné rysy, avšak pod vlivem křesťanství se vyvíjely rozdílně. Do dnešních dnů se dochoval pouze nepatrný zlomek těchto pověstí a prameny k nim pochází převážně z pera severogermánských obyvatel středověké Skandinávie. Mezi klíčová díla v tomto směru patří rukopisy Codex regius a prozaická Edda, dnes známé jako Starší a Mladší Edda. Původně postavy bohů personifikovaly přírodní síly, roční období atd., s postupem času však vznikl obsáhlý hierarchicky uspořádaný panteon, o němž germánský lid získával povědomí díky ústní slovesnosti, především pak z písní skaldů. Tyto báje a ságy však nebyly a dodnes nejsou tak populární jako mýty Řeků nebo Římanů, přesto z jejich obsahu čerpalo množství umělců, kteří se postarali o jejich popularizaci i v moderním světě. Nicméně v průběhu druhé světové války bylo germánské náboženství zneužito pro politické účely, kvůli čemuž zůstalo na téměř dvě desetiletí tabuizováno. Teprve odborné studie vydané v 60. letech 20. století byly základem pro nezkreslený a ideologie prostý historický výzkum.
Kromě samotného bájesloví termín germánská mytologie označuje vědu, která se zabývá obsahem a původem mýtů a zkoumá náboženské tradice germánských kmenů v předkřesťanské Evropě. Ačkoli informace o kultu a rituálech spojených s náboženskými obřady nejsou příliš známé, lze si o nich dnes díky archeologickým nálezům a ojedinělým písemným pramenům učinit určitou představu.

## Nejstarší prameny

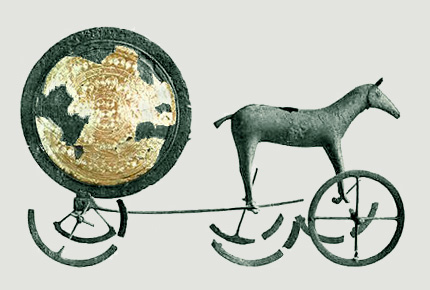
Sluneční vůz z Trundholmu, artefakt, který je tradičně považován za jednu z nejstarších památek spjatých s raným germánským náboženským kultem

Informace o germánské mytologii z předkřesťanské Evropy jsou pro detailnější výzkum velmi nedostačující. První náznaky o ní spadají do doby bronzové a za nejstarší památku z tohoto období je tradičně považován artefakt nazvaný sluneční vůz z Trundholmu, nalezený v močálech dánského Seelandu. Jde o 57 cm dlouhý zlatým plechem potažený kultovní vůz, který představuje sluneční kotouč, v němž je zapřažený kůň. Tyto relikvie lidé pravděpodobně tahali přes pole, aby získali od bohů požehnání pro bohatou úrodu. Ze skalních kreseb z téhož období lze soudit na kouzla plodnosti a kult slunce.

Další pramen vědomostí lze nalézt v dílech antických autorů. Jako první se o germánském náboženství zmiňuje římský vojevůdce Gaius Julius Caesar v 1. století př. n. l. ve svých Zápiscích o válce galské. Zde uvádí, že Germáni na rozdíl od Keltů nemají ani druidy, aby se starali o bohoslužbu, ani nepřikládají váhy obětem. Za bohy mají jen ty, které vidí a kteří jim zřejmě jsou na prospěch, Slunce, Oheň, Měsíc; ostatní neznají ani z doslechu. Caesarův nástin je komplexně nejstarším souvislým popisem germánské společnosti, přesto je nutno vzít v úvahu, že poznal jen malou část Germánie, zahrnující Porýní a krajinu na východ od něj. Podrobnější zprávy zaznamenal římský dějepisec Tacitus kolem roku 100 n. l. ve spisu O původu a poloze Germánů, nazývaném zkráceně Germánie. Jelikož přenášel římskou realitu na germánské poměry jsou i germánská božstva označena latinskými jmény na základě shodných vlastností a kompetencí. Merkur = Týr, tedy Teiwaz; Mars = Wotan, tedy Ódin; Herkules = Donar, tedy Thór atd.[rozpor][verifikovat]
| „         | Z bohů ctí nejvíce Mercuria a považují za bohulibé přinášet mu o určitých svátcích i lidské oběti. Hercula a Marta usmiřují dovolenými oběťmi, totiž oběťmi zvířecími. Část Suebů obětuje i Ísidě. Nepodařilo se mi zjistit, kde je příčina a původ tohoto cizího kultu, jen náboženský symbol v podobě liburnské lodi nás poučuje, že jde o víru dovezenou. Jinak neodpovídá jejich představě o velikosti nebešťanů, že by měli bohy zavírat mezi čtyřmi stěnami a zobrazovat je čímkoli podobné lidem. Zasvěcují jim háje a hvozdy a jmény bohů označují onu tajemnou bytost, kterou jim umožňuje vnímat jen jejich nábožná úcta. | “ |
| — Tacitus | |   |

Z Tacitova díla jsou známy i jiná jména kmenových božstev; u Frísů to byli Fosite a Baduhenna, v Porýní Negalennia, u Marsů Tanfana, u Nahanarvalů božští blíženci Alkové atd. Dalším zdrojem informací, který se zachoval z období před nástupem křesťanství, byly nepříliš obsáhlé runové nápisy Anglosasů a Skandinávců. Nejstarší datované runy pochází z druhé poloviny 2. století našeho letopočtu. a podle germánských ság je lidem daroval bůh Ódin. Písmo nesloužilo pouze k účelům profánním, ale i k provozování magie. Značky germáni vyrývali například do dřevěných hůlek, kde byly pro zvýšení účinku zabarvované krví nebo si je vpisovali na zápěstí. Některé runové kameny sloužily jako náhrobky a magické formule chránily poslední místo odpočinku zesnulého.

## Památky středověkého písemnictví

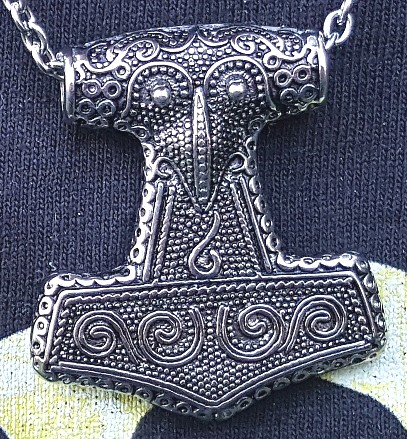
Amulet ve tvaru Thórova kladiva. Tyto šperky ze zlata a stříbra byly nalezeny v mnoha germánských hrobech, což dokládá, že kladivu byl přisuzován velký význam. Většina talismanů pochází z 10. století a některé měřily sotva 2 cm

Klíčovou se pro poznání germánské (resp. severogermánské) mytologie stala středověká severská literatura, původem především z Islandu, Norska a Dánska. V předkřesťanské době se hrdinské a mytologické písně dostávaly do povědomí germánského obyvatelstva zejména díky ústní lidové slovesnosti a písním skaldů. Literární památky se dochovaly teprve s příchodem křesťanské písemné kultury na pergamenu, přičemž většina těchto písemných záznamů byla sepsána učenci v období vrcholného středověku. Základní pramenem, jenž skýtá nejdůležitější informace o germánské kosmogonii a panteonu je soustředěn v anonymním díle z 13. století nazvaném Codex Regius, později pak Starší Edda. Tato práce byla nalezena biskupem Sweinssonem v roce 1643 a její autorství bylo původně připisováno islandskému učenci a historiografovi Saemundovi Moudrému (1056–1133). Zpěvy, které rukopis obsahuje, jsou pravděpodobně o několik století starší než dílo samotné a nejspíš pochází z různých období. Dalším literárním počinem, který skýtá ucelené vědomosti o světě germánských bohů, je dílo islandského velmože, politika a dějepisce Snorriho Sturlusona známé pod názvem Mladší Edda. Obě literární práce jsou sice poznamenány křesťanským vlivem, přesto se staly nejdůležitějším pramenem zkoumání komparativních studií o germánské mytologii obecně, neboť neexistuje žádný další písemný doklad o mýtech jiných germánských skupin. Součástí obsahu Edd jsou i bohatýrské písně, v nichž vedle smrtelníků vystupují také hrdinové božského původu. Nejvýznamnější z nich je cyklus o Nibelunzích, v němž lze nalézt odkazy na historické události i osobnosti. Z četných variant pověstí je básnicky nejhodnotnější text Starší Eddy a epická skladba Der Nibelunge Not zapsaná ve 12.–13. století v okolí Pasova. I přes skutečnost, že mezi oběma variantami jsou značné rozdíly, je patrné, že cyklus byl v hlavních rysech znám jak u severních tak u západních Germánů. Mezi další dochovanou památku anglosaské epiky patří příběh o Beowulfovi. Dílo bylo zapsáno v době, kdy obyvatelé konvertovali ke křesťanstvím a mísí se v něm pohanské i křesťanské prvky.
Motivy severogermánského náboženství lze nalézt i v zachovalých islandských rodových románech, ságách a skandinávských kronikách. Za tzv. nižší mytologii jsou považovány pohádky, zejména bratří Grimmů, které velmi často čerpají motivy z bájných germánských pověstí; lze v nich nalézt obry, skřítky, trpaslíky i norny, obyčejně ztvárňované jako tři sudičky.

## Bájesloví

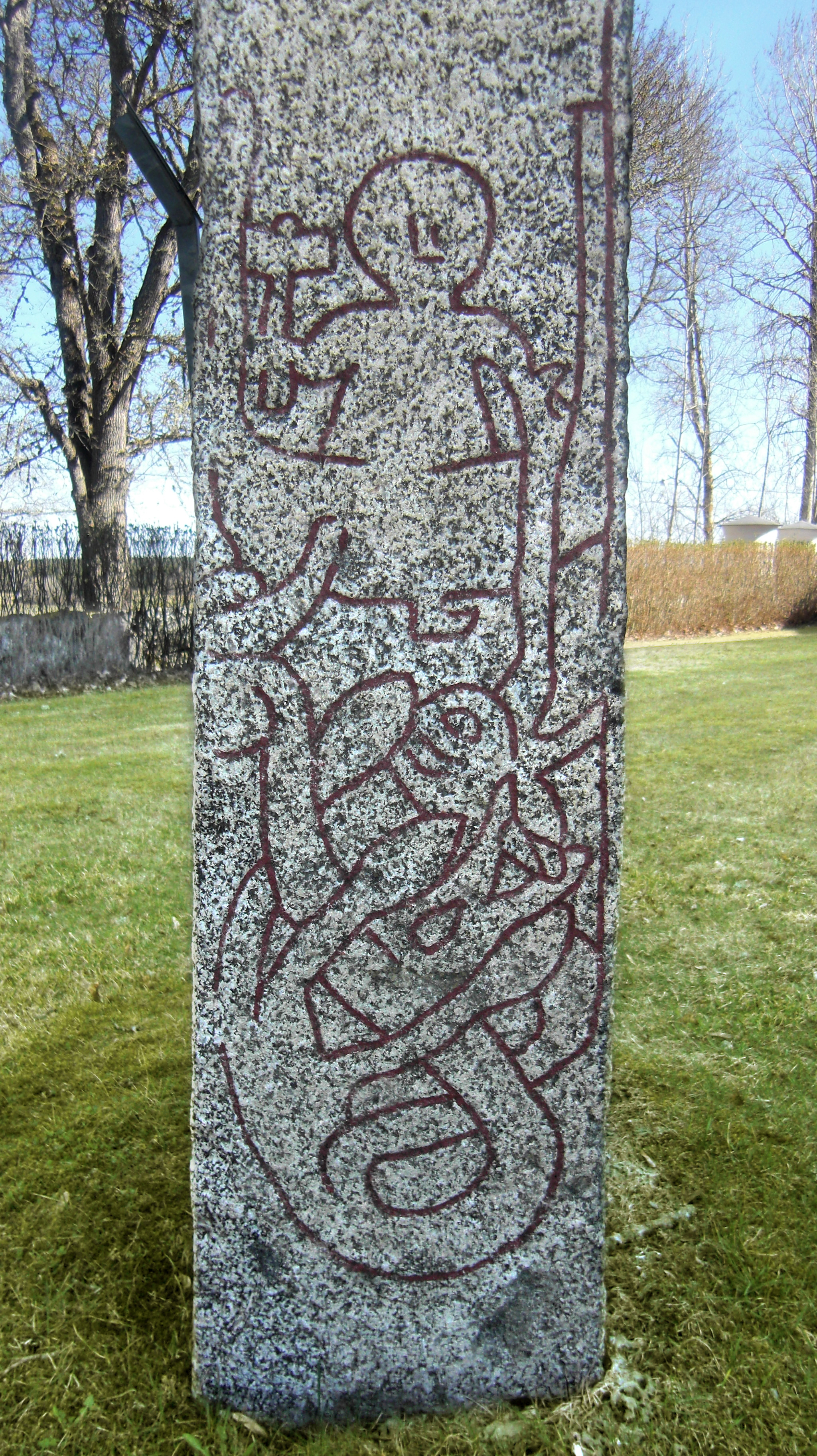
Thórův rybolov: dolní část výjevu z obrazového kamene z Altuny (Uppland) ve Švédsku. Thor drží v pravé ruce kladivo Mjöllni, v levé pak udici s volskou hlavou do níž se právě zakousl had Midgardsormr

Je velmi pravděpodobné, že od raných dob stál v čele germánského panteonu bůh Teiwaz, který v době svého primátu vládl nad válkou. Spolu s ním byl uctíván Donar, později známý jako Thór, jenž byl bohem hromu a patrně i oblohy. K nejstarším bohům patří také Njörd, jeho syn Frey a dcera Freya, jíž náležel patronát nad láskou a manželstvím a jejíž moc se vztahovala i na zemřelé. Původní mýty jsou však prakticky neznámé a vycházet tedy lze pouze ze skandinávských Edd. Podle nich se germánští bohové dělili na dvě větve, ásy a vany. Někteří historikové náboženství se domnívají, že sdružují bohy různých etnických skupin či jsou toho názoru, že ásové byli bohy válečníků a vanové zemědělců. Původně spolu oba rody vedly válku, avšak rozpor, jehož příčina je neznámá, skončil slavnostním uzavřením míru.
Obrazem světa, který možná obsahuje velmi rané prvky náboženství, je představa obřího jasanu Yggdrasilu, jenž stojí uprostřed vesmíru a jehož větve se rozprostírají nad nebesy a zemí. Podle těchto představ má Yggdrasil tři kořeny, jeden zasahuje do světa lidí (Midgard), druhý do světa obrů (Jötunheim) a třetí do říše zemřelých (Hel). U jeho paty sídlí tři nejvyšší norny, Urd, bohyně minulosti, Verdandi, bohyně přítomnosti a Skuld, bohyně budoucnosti. Pramení zde i dvě studny, z nichž jedna náleží vodnímu démonovi jménem Mímir, druhá pak bohyni osudu Urd. Kořeny stromu hlodá had Nidhögg se svými dětmi a jeleni okusují jeho korunu. Kmen proto trouchniví, avšak aby neuschnl, zavlažují jej norny. U pramene v péči bohyně minulosti se schází thing bohů, kteří sídlí nad příbytky lidí. Ásové v Ásgardu, vanové ve Vanaheimu (jeho lokace je nejasná). V Ásgardu se nachází Ódinovo sídlo, síň padlých, Valhalla. Zde valkýry shromažďují všechny hrdiny, kteří našli smrt na bitevním poli. Lidé, kteří zemřeli v důsledku nemoci nebo stáří, odchází do říše bohyně Hel. Utonulé k sobě v síti přitahuje bohyně Rán, manželka boha moří Ägira. Ásgard je spojen se Midgardem duhovým mostem (Bifröst), kde nepřetržitě hlídkuje bůh Heimdall, který je připraven troubením na roh Gjallahorn ohlásit Ragnarök. Důležitou postavou germánské mytologie je potomek obrů Loki, který sice není pravým bohem, ale žije mezi ásy. Jeho rozporuplná osobnost zapříčinila mnoho událostí líčených v mýtech a někdy byl na straně bohů, jindy stál proti nim. S obryní Angrbdou měl tři potomky: hada Jörmungandra, napůl živou a napůl mrtvou Hel a obřího vlka Fenrira. Jelikož věštby prorokovaly jejich neblahou úlohu v osudu bohů, nechal Ódin všechny tři uvěznit.

Součástí mytologických představ Germánů byla také bohatá kosmogonie a líčení zániku světa. O jeho zrození hovoří Edda v písni o Vaftrúdnim:
| „      | Z Ymiho masa je stvořena země a z jeho kostí skály, obloha z lebky mrazivého obra a z krve vlny vod. … Mundilferi má jméno, jenž zplodil měsíc i jasné světlo slunce. Po nebi kráčejí každý den, by lidem čítaly čas. | “ |
| — Edda | |   |

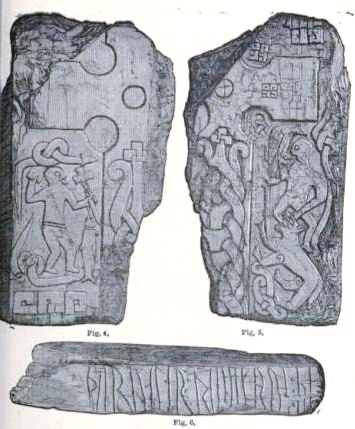
Pamětní kámen v Andreasu na ostrově Man. Na výjevu vpravo vlk Fenrir útočí na Ódina při Ragnaröku

Nevyhnutelnou součástí osudu bohů je Ragnarög, tedy poslední bitva, v jejímž důsledku dojde k zániku téměř celého lidstva i božského pokolení. Přestože se jej bohové snaží svými skutky oddálit, nejsou jejich opatření dostatečná a jejich osud je definitivní. Ragnarög ohlásí tři roky trvající, neobyčejně silná zima zvaná Fimbulvetr. Bude ji doprovázet doba, kdy budou zpřetrhány veškeré mezilidské svazky a lidé se budou vraždit bez ohledu na pokrevní příbuzenství. Obr Hrym vyjede na moře v lodi Naglafar, zhotovené z nehtů mrtvých mužů a dojde k osvobození dětí boha Lokiho. Vlk Fenrir pohltí boha Odina, avšak vzápětí bude zabit jeho synem Vídarem. Bůh Thor skolí hada Midgardsormra, po devíti krocích však bude zasažen jeho jedem a padne mrtev k zemi. Navzájem se usmrtí bůh Heimdal a Loki, stejně jako pes Garm a bůh Tyr. Obr Surtr zabije boha Freye a vše spálí svým plamenem. Slunce pozře vlk a hvězdy zhasnou. Podle názorů některých historiků líčení konce světa není starého germánského původu, ale vznikl vlivem křesťanské víry nebo kosmogonie jiných náboženství. Na pozadí Vědminy věštby a písně o Vaftrúdnim, které líčí jednotlivé události posledních okamžiků světa, lze vytušit symbol nástupu nového náboženství, jež nahradilo starou víru. Symbolika znovuzrození a zmrtvýchvstání je patrná zejména z vyvrcholení celé apokalypsy. Katastrofu přežijí dva lidé, Líf a Líftrasi, kteří dají vzniknout novému lidskému pokolení. Poslední bitvu přestane také několik bohů, k nimž se z posmrtné říše Helu připojí bohové Höd a Baldr. Motiv Baldra, od něhož má vzejít nový rod bohů a lidí, je patrně ohlasem křesťanského spasitele. Dál bude existovat i slunce, neboť předtím než jej spolkne vlk, stačí zrodit dceru.
Je zřejmé, že mimo severský svět germánská Evropa uctívala i řadu dalších lokálních bohů, kteří upadali do zapomnění se vznikem kmenových svazů. Historicky se však o těchto kultech a jejich mýtech lze dozvědět buď z nemnoha stop nebo jakékoliv informace chybí.

## Kult

### Svatyně a atributy bohů

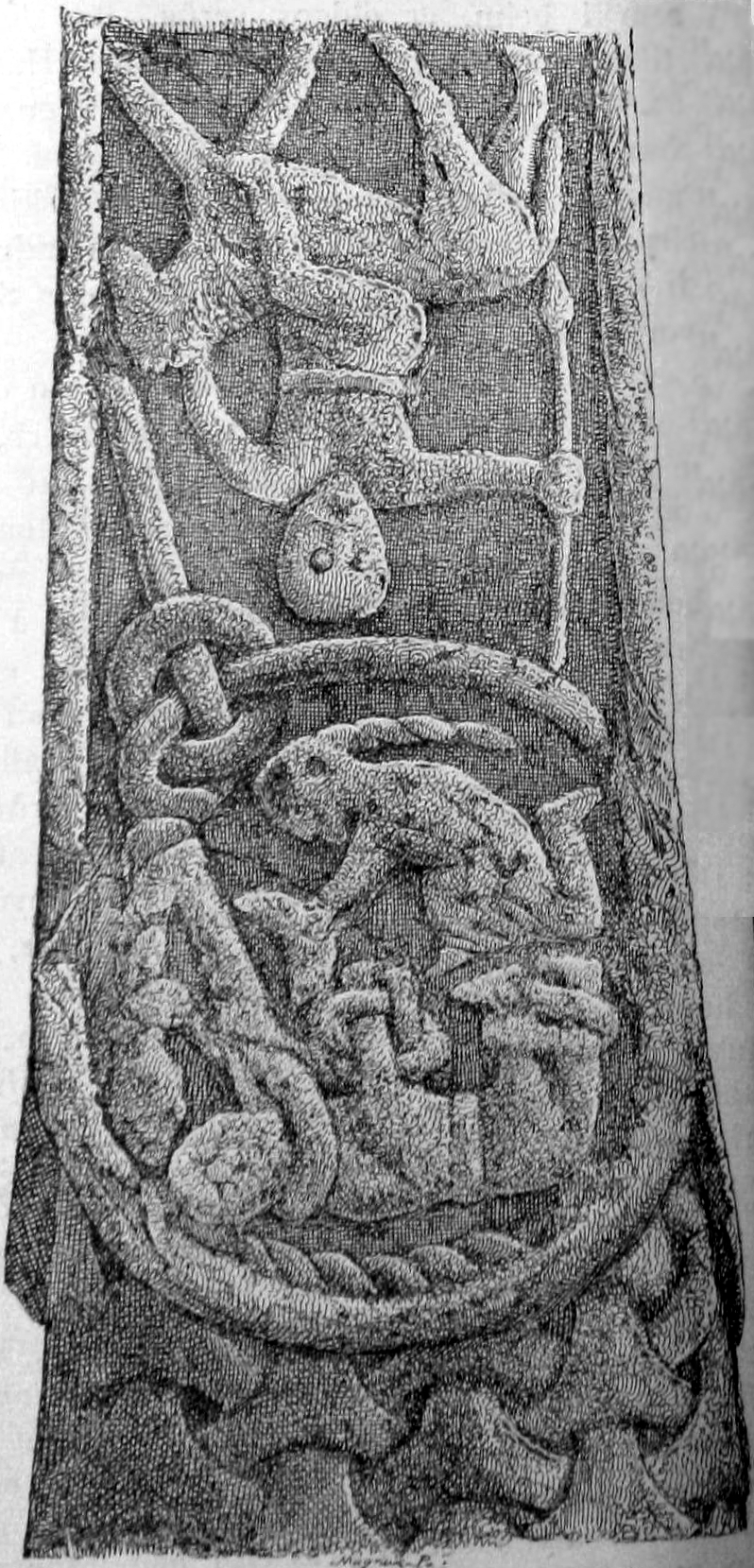
Výjev z tzv. gosfortského kříže: svázaný bůh Loki a jeho manželka Sigyn

Caesar ve svých Zápiscích sděluje, že Germáni neznali kněžský stav, naproti tomu dějepisec Tacitus o půldruhého století později hovoří o velkém vlivu jejich kněží. Kultovními místy byly v té době posvátné háje, kde stály obětní oltáře. Atributy bohů se staly některé z totemových zvířat tradičně zobrazované v germánském umění (kanec, pták, býk, kůň). Kupříkladu kanec byl obvyklým symbolem plodnosti, mohl však zastávat i funkci strážce mrtvých. Ve střední Evropě byly nalezeny malé figurky, které ztvárňují skot a lze je opět spojit s kultem plodnosti, v tomto případě však není zřejmé nic určitého. Sochy božstev a jiných nadpřirozených bytostí jsou poměrně vzácné, a to v jakékoliv podobě. Votivní dary se ukládaly do pramenů, tůní, potoků i řek. Rozšířeným zvykem bylo také obětovat v bažinách a rašeliništích. Zejména tato místa jsou důležitým zdrojem poznatků pro výzkum germánského náboženství. Nejznámější votivní depoty pochází z Dánska (Ejsbøl, Illrelup, Nydam, Vimose, Tollund, Grauballe, Borremose) a Šlesvicka-Holštýnska (Possendorf, Oberdorla, Windeby). Nálezy dokládají, že na těchto obřadních místech se do bažin vhazovaly obětiny související se zemědělstvím (nářadí, keramika, hospodářská zvířata) nebo válečnictvím (stovky hrotů kopí a šípů, meče, štíty, nože, sekery, bronzové zbroje aj.). Nezřídka byly nalezeny i lidské oběti, přičemž některá těla zůstala působením kyselin dokonale mumifikovaná.

Jestliže Tacitus v 1. století dokládá, že bohové ani zdmi svíráni ani lidskou postavou napodobováni býti nemohou, toto neplatilo v severogermánských oblastech v dobách před příchodem křesťanství. Adam z Brém kolem roku 1070 popsal jednu z nejproslulejších svatyní vikinské éry, chrám ve Staré Uppsale. V té době byla svatyně jádrem tvrdého odporu proti novému náboženství a těšila se plnému rozkvětu. 
| „             | V chrámu, zcela pokrytému zlatem, stojí tři sochy, vzývané lidem. Trůn nejmocnějšího z bohů, Thóra, je umístěn uprostřed síně a po jeho stranách lze spatřit Ódina a Freye. ... Tento lid také někdy povýší některého ze svého středu na boha a vzývá jej přisoudiv mu za vynikající činy nesmrtelnost. ... V blízkosti tohoto chrámu stojí ohromný strom, jehož větve, rozkládající se do veliké šíře, jsou stále zelené, v létě i v zimě; druh tohoto stromu nikdo nezná. Tam je i pramen, kde se konají oběti pohanů. Potopí-li do něho živého člověka a ten se již neobjeví, je to znamením, že se přání lidu vyplní. | “ |
| — Adam z Brém | |   |

Oběti však vikingové nepřinášeli jen ásům a vanům, ale také nižším bytostem božského původu jménem dísir a álfar. Stvoření ženského pohlaví jmenované na prvním místě nebyly lidem vždy příznivě nakloněny a bylo nutno s nimi dobře vycházet neboť pečovaly o uctívání mrtvých, ochranu domu a úrodu polí. Álfar byli vzývaní jako ochranné božstvo (ne však bohové v pravém smyslu). K dalším neviditelným bytostem zdržujícím se v příbytcích patřili vaettir, malí trollové a šotci; v jejich případech však nešlo o skutečné uctívání.

### Náboženské rituály

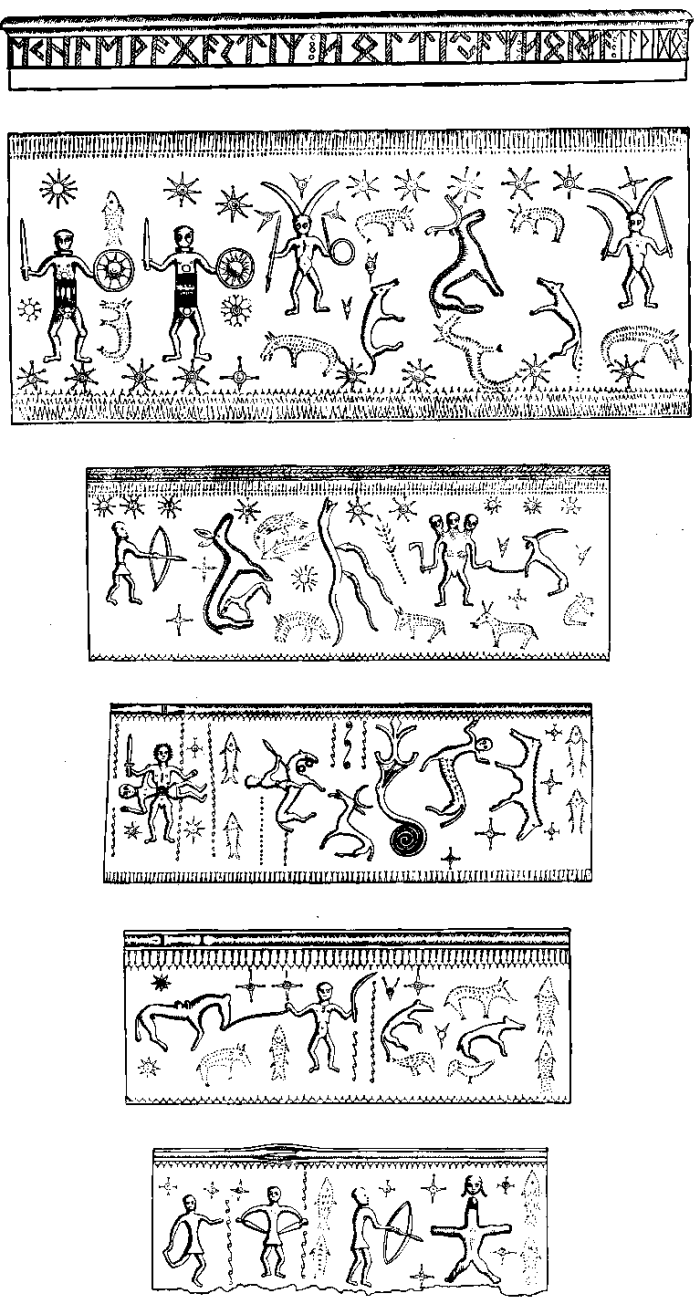
Vyobrazení rytin na menším ze dvou zlatých rohů nalezených v dánském Gallehusu. Ani jeden z výrobků se nedochoval, k dispozici jsou pouze tyto rytiny, oba motivy však vykazují tematickou spojitost, jelikož některé postavy se vyskytují na obou ztracených artefaktech. Na zobrazeném rohu zanechal na sebe výrobce tento odkaz: „Já, Helewagast, syn Holtův, jsem vyrobil tento roh.“

Náboženské obřady starých Germánů zůstávají ve svých podrobnostech opět velkou neznámou, avšak díky několika důležitým archeologickým nálezům a písemným pramenům lze získat určité povědomí. Tacius zevrubně popisuje kult bohyně Nerthus (bývá považována za ženskou podobu severogermánského boha Njörda), jež byla ochránkyní kmenového svazu na sever od Labe. Příslušníci těchto kmenů se prý domnívali, že zasahuje do jejich záležitostí a občas je navštěvuje. Na jednom ostrově v oceánu prý stál zahalený kočár v majetku bohyně, jehož se směl dotknout pouze kněz. Když byl oslavován její svátek, byly do vozu zapřahány krávy a po celé zemi ustaly války a všude panoval mír a hojnost. Po skončení slavnosti byl kočár očištěn otroky, kteří byli posléze utopeni, aby neprozradili tajemství spjatá s obřadem. K nejznámějším dochovaným památkám patří rytiny na dvou zlatých rozích pocházejících z 5. století nalezených v letech 1639 a 1734 v dánském Gallehusu. Výjevy, které jsou dodnes značně diskutabilní, patrně zobrazují cyklus náboženských svátků a k nim náležejících obřadů. Lze se domnívat, že jeden z rohů zobrazuje jarní a letní rituály, druhý pak zimní a podzimní. Adam z Brém mimo popisu chrámu ve staré Uppsale zaznamenal i formu zde prováděných obětí:
| „             | Každého devátého roku se v Uppsale pak koná společná obětní slavnost všech švédských krajů; účasti na ní není nikdo zproštěn. ... Obětní obřad probíhá takto: od každého druhu živých bytostí mužského pohlaví je obětováno devět kusů. Jejich krví jsou usmiřováni bohové, těla však jsou pověšena v háji blízko svatyně. Tento háj považují pohané za posvátný, majíce každý strom za svatý pro smrt a rozklad obětí. ... Kromě lidských těl visí v tomto háji též psi a koně a jeden křesťan mi vyprávěl, že tam spatřil 72 těl mrtvých obětí. Zpěvy zpívané během této obětní slavnosti jsou ostatně prý velice nemravné, pročež je lépe o nich pomlčeti. | “ |
| — Adam z Brém | |   |

K náboženské praxi předkřesťanských Germánů se velkou měrou řadilo i věštění, tedy interpretace zpráv od bohů a ti, kdo toto umění praktikovali, požívali mezi svým lidem značné úcty. Nejvýznamnější informace o výkladu božských znamení zaznamenal opět římský historik Tacitus: 
| „         | Věštná znamení a výklad boží vůle z losu berou tak vážně jako žádný jiný národ. Jejich způsob losování je prostý. Useknou větev plodného stromu, nařežou z ní krátké tyčinky, na ty vyryjí nějaké značky a rozhodí je nazdařbůh na bílou látku, ať padnou kam padnou. Potom kněz, jde-li o dotaz týkající se celé obce, nebo hlava rodiny, jde-li o dotaz soukromý, přednese modlitbu k bohům, s pohledem obráceným k nebi zvedne tři tyčinky, jednu po druhé, a podle značek, které tam předtím byly vyryty, podává výklad. | “ |
| — Tacitus | |   |

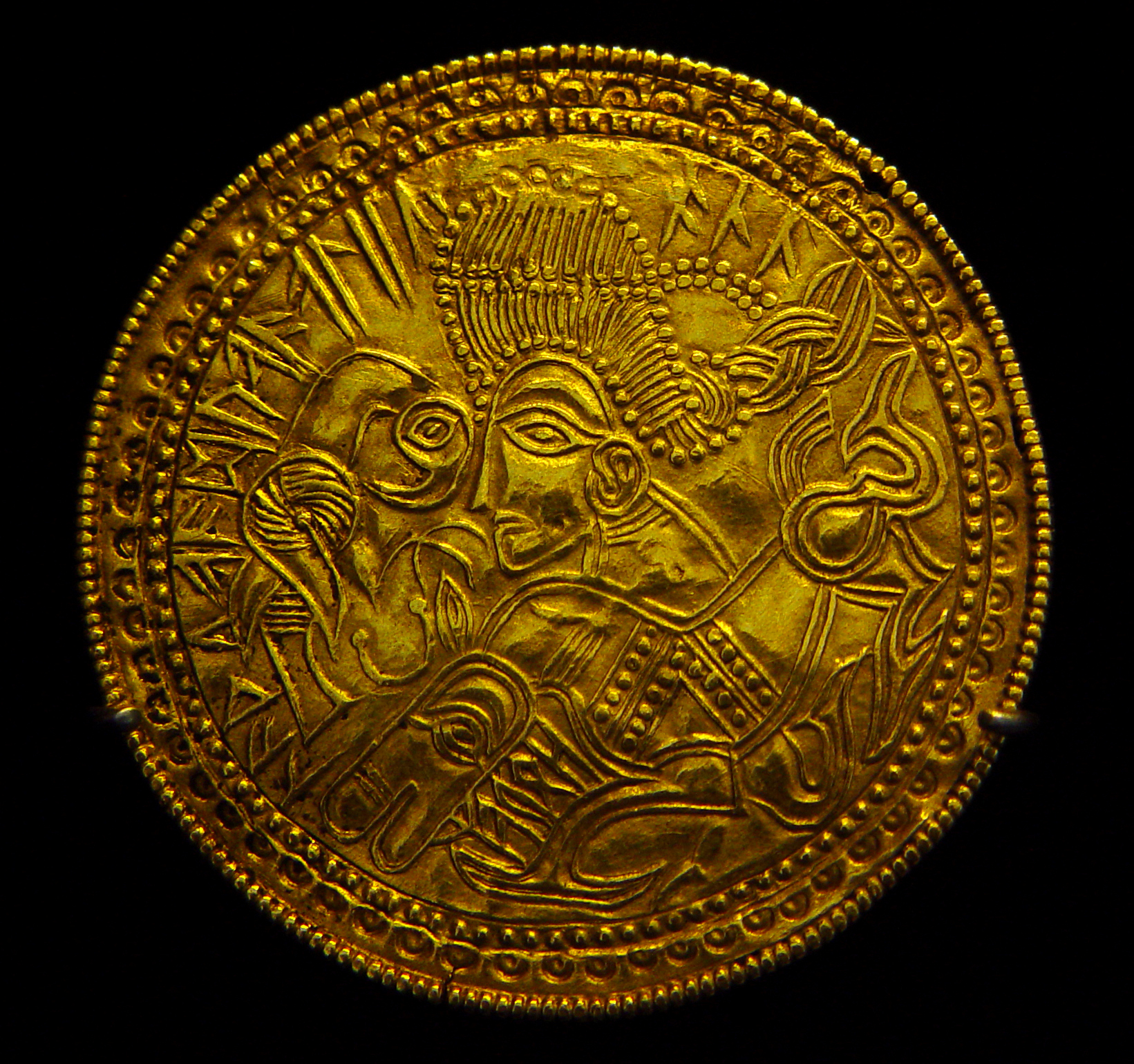
Zlatý brakteát z dánského Funenu, který patrně zobrazuje boha Ódina. Celkem bylo nalezeno kolem šesti set těchto medailonů a předpokládá se, že je původně germánští vůdcové předávali svým předním bojovníkům. Je však také možné, že později nesloužily jen jako odznaky hodnosti, ale jako ochranné amulety

Další jeho poznatky informují o výkladu budoucnosti z letu ptáků a charakteristického chování posvátných koní. Výsledky důležitých konfliktů staří Germáni údajně zjišťovali tak, že zajali příslušníka národa s nímž hodlali vést válku a výsledek souboje s šampiónem z vlastních řad byl považován za předběžné rozhodnutí. Mezi nejslavnější věštkyně patřily především ženy. Kupříkladu u dolnorýnských Germánů byla zvláště ctěna Veleda, která měla velký vliv na vůdce vzpoury Batavů v roce 69 n. l. Julia Civila. Jiná Germánka, jménem Ganna, četla budoucnost před římským císařem Domitianem.
Důležitým článkem germánské mystiky byl pohřební ritus. Stovky či tisíce žárových hrobů rozličných typů na různých nalezištích dokazují, že v prvopočátcích byl popel ze spálených tělesných pozůstatků ukládán převážně buď do hliněné urny (hroby popelnicové) nebo do hrobové jámy. V mužských hrobech byly nalezeny milodary (kovové součástky oděvu, ozdoby a drobné toaletní potřeby) i zbytky zbraní, z nichž se dochovaly pouze železné části. Některé zbraně byly zohýbány, jakoby zbraň měla zemřít spolu s majitelem. Zdá se, že v dolním Polabí byli na některých místech muži a ženy pochováváni na odlišných místech. První kostrové pohřby se datují k 1. století př. n. l., avšak byly omezeny pouze na několik oblastí (např. v Meklenbursku, Polsku, na dánských ostrovech a v jižním Norsku). Je velmi pravděpodobné, že tyto tzv. knížecí hroby patřily příslušníkům vládnoucí vrstvy, neboť některé z objektů vynikají nákladnou výbavou i výstavbou. Od 3. století n. l. nabyl výskyt kosterních hrobů mnohem širšího rázu, avšak žárový ritus si na většině germánského území udržel svou převahu. Značná nejednotnost ve způsobech pohřbívání se projevila i v merovejské (předvikinské) době na severu Evropy. Na dánském území byly do hrobů místo celistvých předmětů ukládány jen jejich fragmenty nebo symbolické drobnosti. Naproti tomu ve Švédsku a Norsku byly v 7. a 8. století konstatován poměrně častý způsob pohřbívání (žárový i kosterní) v člunech. Tento způsob se udržel až do vikinského období, kdy byl člun kvůli majetkovým poměrům pozůstalých mnohdy jen symbolicky sestaven z kamenů. Nicméně severogermánský pohřební rituál neměl přesně daná a ustálená pravidla a vynikal značnou variabilitou.

## Christianizace a zánik náboženství

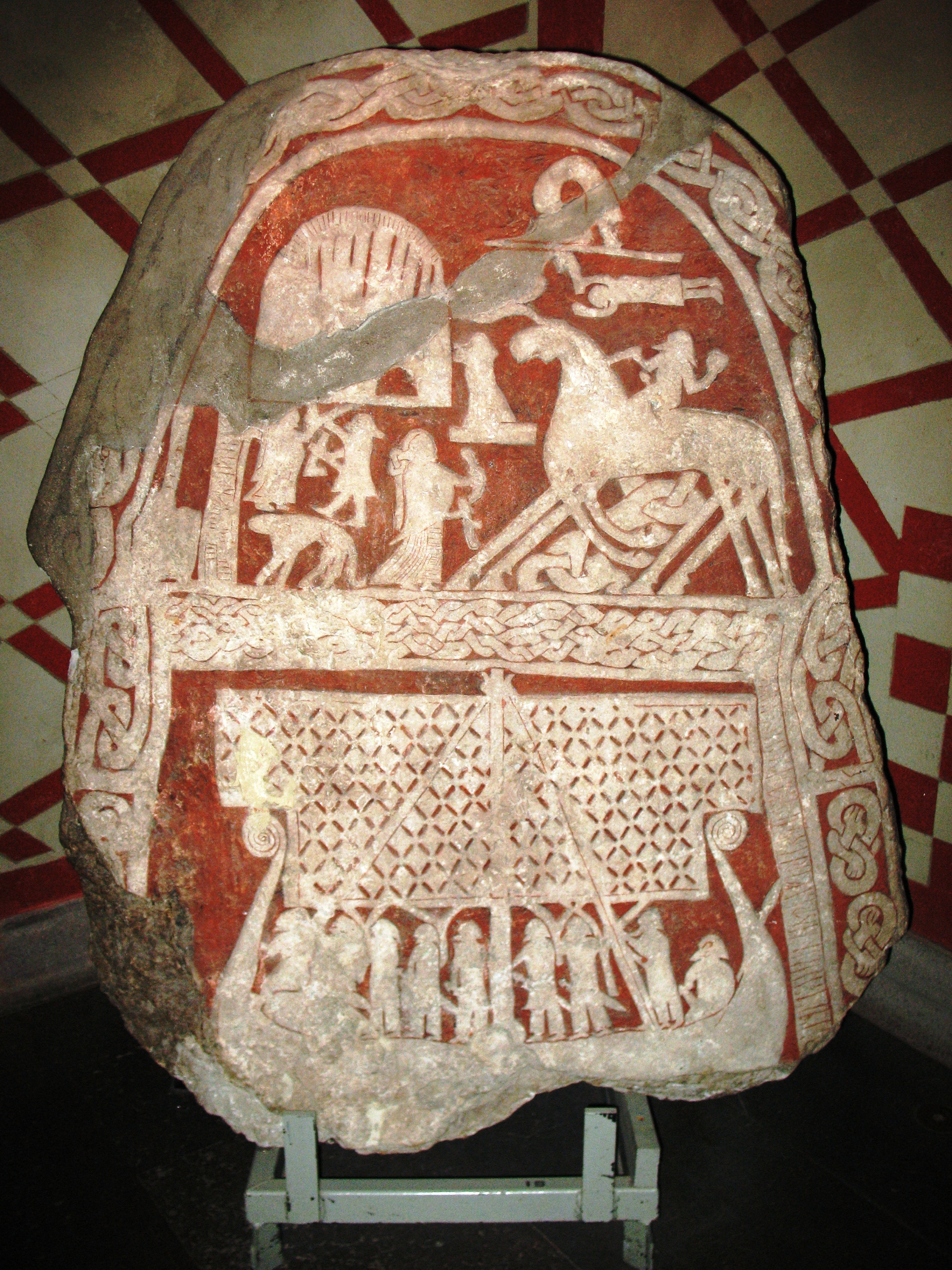
Obrazový kámen z Tjängvide (Švédsko): mužská postava na horní části ploché vápencové desky je obvykle identifikována jako bůh Ódin jedoucí na svém osminohém koni jménem Sleipnir do Valhaly. Ženské postavy jsou považovány za valkýry

Podle historických podkladů není pravděpodobné, že by do 4. století n. l. mělo křesťanství vliv na Germány mimo římské impérium. Vojáci začlenění do římské armády vzývaly své vlastní bohy a konverze jednotlivců k rodově netradičním božstvům byla pravděpodobně řídkým jevem. Prvním germánským národem, jenž přijal křest, byli Gótové. Náboženství k nim proniklo prostřednictvím válečných zajatců, kteří na svou víru obrátili některé z gótských velmožů. Tato skutečnost připravila půdu pro řecké a římské misionáře a v roce 341 byl Gót jménem Wulfila vysvěcen na biskupa. Funkci vykonával dalších čtyřicet let, přičemž dal vzniknout písemné gótštině a do tohoto jazyka přeložil i bibli. Po Gótech postupně přejímali římské náboženství i další germánské kmeny, z nichž některé se přikláněly především k ariánství. Je známo, že Frankové se stali monotheisty ke konci 5. století a Vizigóti na konci století šestého.
Oproti jiným evropským teritoriím se křesťanství v severogermánských oblastech prosadilo až v období kolem prvního tisíciletí. Ještě na přelomu osmého a devátého století, v počátcích éry Vikingů, byla celá Skandinávie bez výjimky pohanská. V Dánsku se novému náboženství podařilo vymoci dominantní postavení v polovině desátého století, za dalších padesát let bylo spolu s Norskem přijato i na Islandu a další jedno století trvalo, než proniklo do celého Švédska.
Příčin, kvůli nimž germánský polytheismus ustoupil víře v učení Ježíše Krista, bylo nesporně mnoho a nelze podceňovat jejich složitost či je zobecňovat. Přesto si lze učinit přibližnou představu. Kmeny přicházející na území římské říše z jižní a západní části Evropy se dostaly pod vliv dobře organizované církevní správy, v několika generacích se asimilovaly a přijaly náboženství vládnoucí v provinciích. Určitou roli zajisté sehrála i rozmanitost pohřebních zvyklostí a s tím spjatá nejistota v otázkách posmrtného života, na něž mělo křesťanství jednoznačnou odpověď. Navíc víra v ásy vynikala silnou zaujatostí pro vyšší vrstvy, neboť prostému a mírumilovnému Germánovi toho nabízela v posmrtném životě jen nemnoho. Současně je historickou realitou, že Germáni vůči novému náboženství vystupovali značně tolerantně a nebylo proti jejich zásadám k původnímu panteonu připojit i víru v izraelského spasitele. Učení římských misionářů nebylo pochopitelně přijímáno vždy bez problémů, značný odpor zaznamenali zejména v Dánsku a Švédsku, přesto se jim podařilo tažení proti pohanům dotáhnout do vítězného konce. Avšak složitější než prosazení samotné víry se ve výsledku ukázalo vymýcení tradic spjatých se samotným kultem. Skutečného pokroku – stejně jako v ostatní Evropě – docílila církev teprve ve chvíli, kdy se rozhodla tolerovat staré zvyky i pověry, upravit je a převzít je pod novým jménem.

## Etymologie

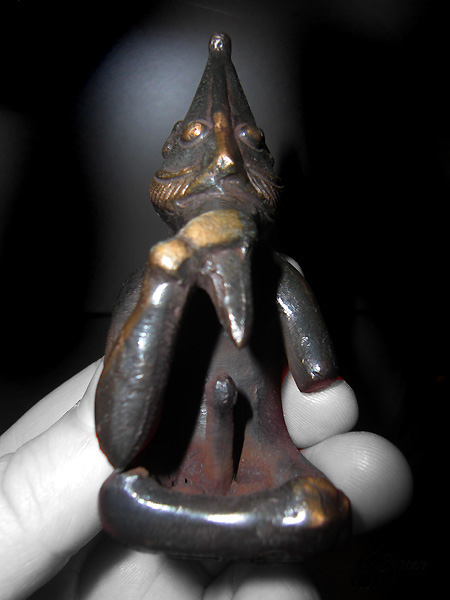
Falická figurka z Rällinge ve Švédsku (kopie). Pravděpodobně symbolizuje boha plodnosti Freye

Germánská populace je členem indoevropské jazykové skupiny, důležitou roli v pátrání po staré mytologii proto sehrála i srovnávací jazykověda. Etymologický vývoj lze velmi názorně sledovat kupříkladu u boha Teiwaze (Týr), jenž patřil k nejdůležitějším bohům z germánského panteonu. Původně byl pánem oblohy a války, s postupem času však převzal patronát nad zákonodárným shromážděním (Thing) a římští vojáci, federati germánského původu, jej podle nápisu na Hadriánově valu vzývali pod jménem Marta Thingu. U Severogermánů byl na postu boha války vystřídán bohem Ódinem, přesto si udržel významnou pozici pod jménem Týr a Saxnót až do raného středověku. Severoněmecká podoba jeho jména byla Ziu a etymologicky souvisí s řeckým jménem Zeus, s římským Dyaus (Otec bohů, Jupiter) a se staroindickým bohem nebes Djausem.
Dalším vodítkem při jazykovědném výzkumu, kterým lze určit rozšíření kultu jednotlivých božstev, jsou místní jména odvozená od jmen germánských bohů. Jména pocházející z přízviska boha Ódina jsou známá ve všech severských zemích kromě Islandu. Naproti tomu se v celé Skandinávii velmi četně vyskytují odvozeniny jména Thór. Jména dalších ásů a vanů nejsou používána v tak hojné míře, přesto se s nimi lze setkat na celém skandinávském území. Dále se podle částí místních jmen dá určit, co kterému bohu bylo zasvěceno. Svatostánky nebo chrámy obsahují koncovky -hov, -hof; obětiště -harg, -tuna; místa kde stávala modla některého z bohů -hylde; posvátné ohrazené prostranství -ví.
Také původ slov některých jazykových skupin se odvozuje od bytostí a míst germánského bájesloví. Bůh Týr dal jméno anglickému (v latinské interpretaci) i německému úterý (Tuesday, Dienstag), Ódina (Wuotan, Wotan) upomíná středa (wednesday), Thorovi (Donar) byl zasvěcen čtvrtek a je od něj odvozen anglický Thursday a německý Donnerstag. Od pojmenování říše germánského podsvětí Helu má původ anglické i německé slovo peklo (Hell, Hölle).

## Odkaz germánských mýtů

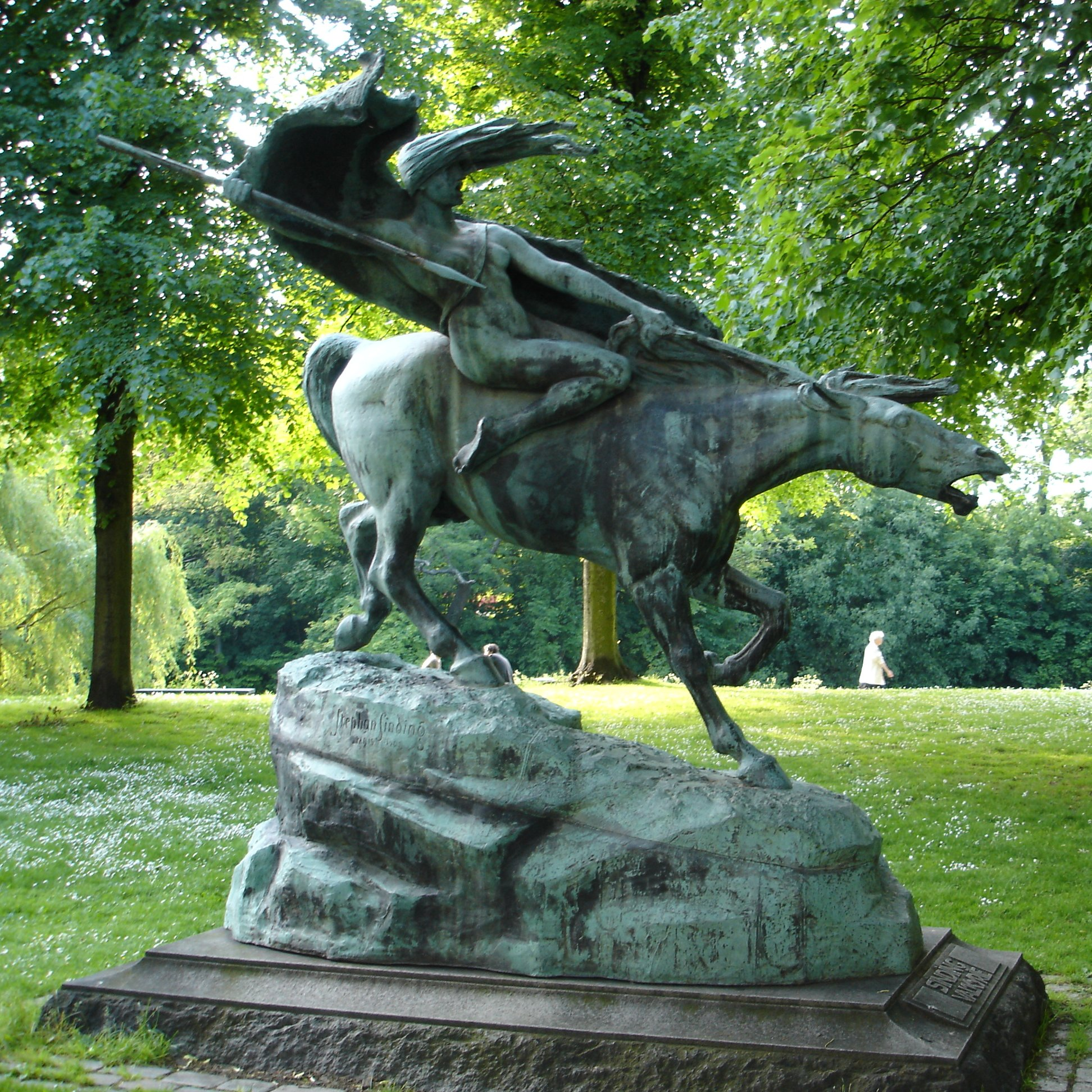
Stephan Sinding: plastika valkýry vystavená v roce 1910 v parku dánské metropole Kodaně

Poté, co patronát nad duchovním životem Germánů zcela převzala katolická církev, zůstalo staré náboženství na několik století téměř zapomenuto. Přestože latiny znalé třídy obyvatelstva byly běžně obeznámeny s mytologií Řeků a Římanů, obecný zájem o starogermánský kult přišel teprve s nástupem renesance, kdy humanisté znovuobjevili Tacitovu Germánii. O opravdové oživení zájmu se však postarali teprve romantici 19. století, přičemž první odborné práce zabývající se eddickými písněmi sepsali Jacob Grimm (Deutsche Mythologie), Paul Hermann (Deutsche mythologie) či Karl Sirmrock (Handbuch der Deutschen mythologie). Svůj odraz germánské mýty zanechaly nejen v literatuře, ale i v architektuře. Z podnětu krále Ludvíka I. Bavorského byl podle návrhu architekta Lea von Klenzeho poblíž Řezna zřízen památník připomínající Valhalu, v němž stojí busty slavných Němců. Avšak za nejzásadnějším počinem té doby stál skladatel Richard Wagner, který složil monumentální operní cyklus Prsten Nibelungův (Der Ring des Nibelungen). Teprve díky němu získaly o mytologii Germánů povědomí i širší vrstvy obyvatelstva.
Na přelomu 19. a 20. století vznikla v německých zemích na kořenech starogermánského kultu nová náboženství, která tvořila okultní základy nacionálního socialismu. Wotanismus měl sloužit především nižším vrstvám a armanimus, vyplněný gnostickými mystérii, byl určen elitě. Svou negativní úlohu sehrály mýty Germánů i v období druhé světové války, kdy vytržené z kontextu posloužily ideologii německých nacistů pro ospravedlnění politických i vojenských činů. V historii této epochy se lze velmi často setkat s odrazem starogermánské symboliky, kterou pro svou mystiku reprezentuje zejména dvojice run sig tvořící znak elitních jednotek SS. Díky této kompromitaci zájem o germánskou mytologii poněkud pohasl, avšak již v 60. letech 20. století byly publikovány první moderní odborné publikace. Starogermánská mytologie se v první polovině 20. století přiblížila i čtenáři prozaických děl. Na jejích základech vznikl literární směr zvaný angloamerická fantasy, ve svých prvopočátcích reprezentovaný zejména dílem J. R. R. Tolkiena, který se nechal volně inspirovat eddickými a staroanglickými motivy. Koncem 60. let vznikly na Islandu nové náboženské proudy pod jmény Ásatrů a Vánatrů. Uctívači prve jmenovaného vyznávají víru v Ásy, druhého pak ve Vany; obě náboženství dosáhla oficiálního uznání od islandské vlády. V moderním umění se germánskou, respektive severogermánskou, mytologií nechaly inspirovat některé hudební skupiny (Manowar, Buldok), autoři komiksů (Thor) či ilustrátoři (Boris Vallejo).